# Rip This Joint
"Rip This Joint" er den anden sang fra rock ‘n’ roll bandet The Rolling Stones album Exile on Main St. fra 1972. 
Den blev skrevet af Mick Jagger og Keith Richards, og "Rip This Joint" er kendt for at være en af de hurtigste sange fra dette album ifølge Richards . 
Jaggers levering af sangens tekst kommer i springende form, og fortæller om hele Amerika fra en fremmedes perspektivet;
| Citat | Mama says yes, Papa says no, Make up you mind 'cause I got to go; I'm gonna raise hell at the Union Hall, Drive myself right over the wall | Citat |
|       | |       |

| Citat | Mister President, Mister immigration man, Let me in, sweetie, to your fair land; I'm Tampa bound and Memphis too, Well, short, fat Fanny is on the loose | Citat |
|       | |       |

Indspilningerne til sangen begyndte sent i 1971 i Richards hus i Frankrig, Villa Nellcôte, hvor de brugte Rolling Stones Mobile Studio . Med Jagger som sanger, spillede Richards elektrisk guitar sammen med Mick Taylor. Charlie Watts spillede trommerne på sangen og Bill Plummer spillede kontrabas på nummeret, mens Nicky Hopkins spillede klaver. Bobby Keys spillede saxofon, og Jim Price spillede trompet og basun. Richards og Jagger sang kor .
"Rip This Joint" blev spillet hyppigt af The Stones i midten af 1970'erne, før den forsvandt og først kom på igen til deres, Voodoo Lounge Tour, i 1995, Europa, og Licks Tour i 2002 og 2003.
Da den blev spillet i 1970erne kom den med på koncert filmen Ladies and Gentlemen fra 1974. Derudover findes den også på det opsamlingsalbum The Stones udgav Made in the Shade i 1975 som det sidste nummer. 

## Eksterne kilder og henvisninger
- Officiel tekst (Webside ikke længere tilgængelig)
- Hør The Rolling Stones Rip This Joint”

### Fodnote
1. ↑  "Rip This Joint". Arkiveret fra originalen 28. december 2008. Hentet 22. marts 2008.
2. ↑  Rip This Joint by The Rolling Stones Songfacts
3. ↑  Rip This Joint – Lyrics